# Goût
Pour la faculté de juger les belles choses, voir Goût (esthétique).
Cet article possède un paronyme, voir Gout (homonymie).

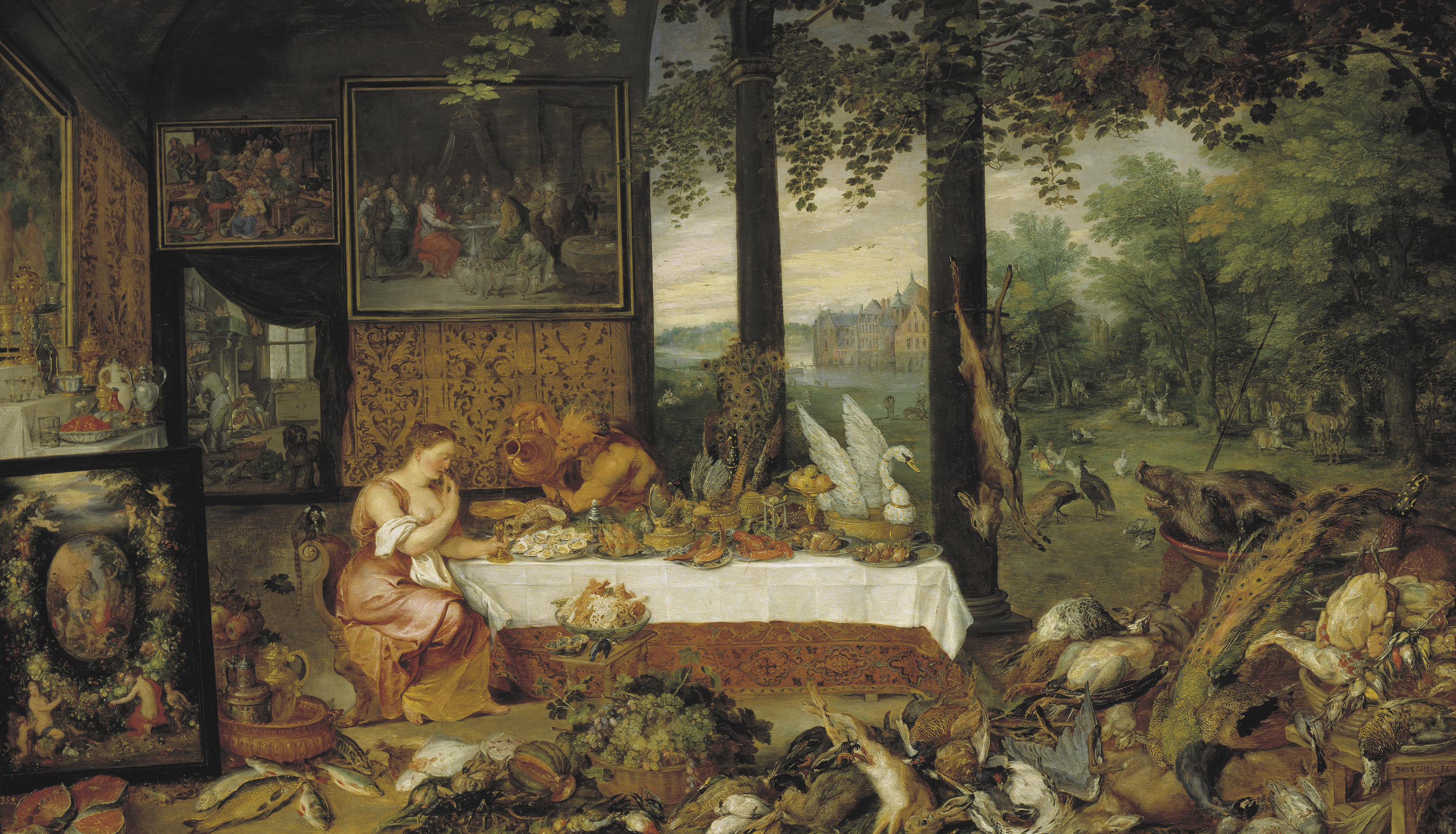
Allégorie du goût(Jan Brueghel l'Ancien et Pierre Paul Rubens, 1618).

Le goût (également écrit gout, dans la nouvelle orthographe) ou la gustation est le sens qui permet d'identifier les substances chimiques sous forme de solutions, par l'intermédiaire de chémorécepteurs situés sur la langue. Il joue un rôle important dans l'alimentation en permettant d'analyser la saveur des aliments. Par métonymie, on appelle aussi « goût » chacune des saveurs distinguées par le sens du goût (ce que l'odeur est à l'odorat).
Lors d'une dégustation, le goût est associé à l'odorat et, dans le langage courant, la notion de « goût » est souvent élargie aux flaveurs et aux arômes.

## Vocabulaire
Un aliment est plus ou moins goûteux et on évalue sa sapidité en le goûtant afin de percevoir l'intensité des saveurs. S'il est perçu comme bon, il est qualifié de savoureux ou goûteux.
L'odorat, qui permet de détecter les substances chimiques volatiles, est un sens assez proche de celui du goût. Il n'existe d'ailleurs pas de distinction entre goût et odorat en milieu aquatique. Le vocabulaire français entretient ainsi une confusion en ce qui concerne le terme « goût » car, dans le langage courant, on dit par exemple « goût de fraise » ou « goût de fumée » pour désigner des arômes, lorsqu'ils sont perçus par rétro-olfaction. Le terme arôme, qui conviendrait en l'occurrence, est sous-utilisé et souvent compris comme arôme ajouté ou même synthétique (comme dans « chewing-gum arôme menthe »). De plus, dans certaines circonstances, le terme arôme serait très surprenant (on dit « ce vin a un goût de bouchon » plutôt que « ce vin a un arôme de bouchon », alors que, sensoriellement parlant, cette dernière formulation serait la bonne). Le sens du mot goût varie donc selon son contexte.

## Fonctionnement

### Chez l'insecte
Les insectes peuvent reconnaître les goûts grâce aux chémorécepteurs à l'intérieur des soies présentes sur leurs pattes et leurs pièces buccales. Les soies renferment toutes quatre chémorécepteurs, chacun étant particulièrement sensible à un certain type de substance (sucré, salé…), dont les dendrites s'étendent jusqu'au pore à l'extrémité de la soie. Les insectes possèdent aussi des soies olfactives, habituellement localisées sur leurs antennes, qui leur permettent de détecter les substances chimiques volatiles.

### Chez l'humain

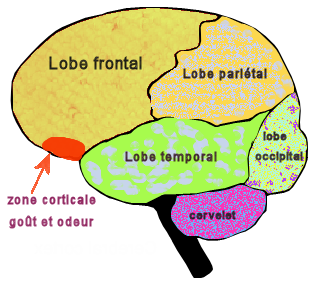
Zone corticale préfrontale du goût
et de l'odeur.

Les cellules sensorielles spécialisées dans la gustation sont des cellules modifiées de l'épithélium qui portent une vingtaine de microvillosités sur le côté apical ,. Elles sont regroupées dans des structures sphériques, appelées calicules ou bourgeons gustatifs, dont la composition varie en fonction de la localisation.
Chez l'être humain, il en existe environ 10 000 (extrêmes : 500 – 20 000)[réf. souhaitée], principalement localisées sur la face dorsale de la langue (75 %) ; le reste étant distribué sur le palais mou, le pharynx et même la partie supérieure de l'œsophage. Sur la langue, les bourgeons sont situés dans l'épithélium au niveau des papilles linguales (caliciformes, fungiformes et foliées). Chaque bourgeon compte 50 à 150 cellules sensorielles entourées par des cellules de soutien[réf. souhaitée]. Le bourgeon gustatif s'ouvre vers la cavité buccale par un pore. La portion antérieure de la langue est innervée par le nerf facial (VII bis) et véhicule préférentiellement les informations en réponse à une stimulation sucrée. La portion postérieure de la langue est innervée par le nerf glossopharyngien (IX) et l'épiglotte par le nerf vague ou pneumogastrique (X), cette région a une tendance à transmettre le message amer.
En fait chaque type de récepteur gustatif peut être stimulé par une large gamme de substances chimiques mais est particulièrement sensible à une certaine catégorie : sucré, salé, acide, amer et le glutamate (umami des Japonais). Le goût joue le rôle de système de détection des nutriments et des toxines. Le goût sucré indique la présence d'hydrates de carbone et par conséquent d'une source d'énergie. Le goût salé indique un apport en sodium, important dans de nombreux processus métaboliques et dans l'équilibre électrolytique. Le goût umami signale la présence d'acides aminés, qui composent les protéines. Finalement, l'acide et l'amer préviennent la présence éventuelle de substances potentiellement nocives comme les poisons. Ils peuvent également signaler, par exemple, si un fruit n'est pas assez mûr ou au contraire trop mûr.
Plusieurs mécanismes interviennent dans la transduction des stimuli, aboutissant tous à une dépolarisation de la cellule réceptrice. Pour ce qui est de la salinité, l'entrée massive d'ion sodium entraine une dépolarisation locale de la membrane ayant ainsi une action directe sur l'ouverture des canaux Ca2+ voltage-dépendants se trouvant à proximité. Il s'ensuit une entrée dans le cytoplasme d'une grande quantité d'ions Ca2+ qui permet au potentiel d'action de se propager le long de l'axone jusqu'à la synapse où l'augmentation ponctuelle de Ca2+ dans le bourgeon synaptique favorise la fusion des vésicules de neurotransmetteurs avec la membrane pré-synaptique. Il y a exocytose des neurotransmetteurs dans la synapse suivie d'une réception par les récepteurs de la membrane post-synaptique pouvant ainsi propager le signal jusqu'au SNC. Pour le gout acide, la détection des H+ que produisent les acides, se fait suite à la séquestration des ions K+ dans le cytoplasme car les H+ se fixent aux canaux potassium. Ceux-ci ne laissant plus sortir les ions K+, il y a création d'un potentiel membranaire qui comme pour le gout salé, produit à son tour le potentiel d'action à proprement parler. Dans le cas des récepteurs du sucré, l'amer et l'umami, il y a intervention d'une protéine transmembranaire liée à une protéine G. La voie de transduction de ces différents gouts est cependant quelque peu différente. Pour ce qui est du sucré, la réception de la molécule sucrée sur son récepteur spécifique lié à la protéine G (gustducine) entraine un changement conformationnel du domaine transmembranaire donnant lieu à l'activation de l'adénylate cyclase. Celle-ci va progressivement augmenter la concentration en cAMP intra cytosolique permettant l'activation d'une protéine kinase A. Celle-ci bloquera les canaux K+ par phosphorylation et on retrouve ensuite le même fonctionnement que pour la création du potentiel d'action dans le gout acide. Le fonctionnement pour le gout amer diverge par la création du potentiel d'action. Une fois le récepteur spécifique lié, la protéine G correspondante (transducine) active la phospholipase C. Il s'ensuit le clivage du second message PIP2 en IP3 et DAG. L'IP3 est une molécule permettant la fixation au niveau d'un récepteur spécifique sur la membrane du réticulum endoplasmique cellulaire. La fixation à celui-ci entraine l'ouverture des canaux Ca2+ qui se déverseront massivement dans le cytosol pour produire le potentiel d'action jusqu'au bourgeon synaptique. Finalement, pour le gout umami, les études récentes ne décrivent pas encore très bien le processus mais l'intervention d'un récepteur spécifique lié a une protéine G est fortement suspectée sans connaitre la suite exacte entrainant la dépolarisation.
Dans tous les cas, cette dépolarisation induit la libération d'un neurotransmetteur agissant sur un neurone sensitif, qui achemine les potentiels d'action vers le cerveau. C'est ensuite au niveau du cortex cérébral, dans la région préfrontale du cerveau, que toutes ces informations, et celles de l'odorat, sont traitées par l'organisme. Le cerveau parvient à percevoir les saveurs complexes en intégrant les stimuli distincts des différents types de récepteurs.
Il est important de noter que le goût est en partie inné : le réflexe gusto-facial montre que les enfants sont sensibles au goût — et préfèrent le sucré à l'acide et l'amer — avant la naissance et dès les premiers instants après cette dernière.

## Classification des saveurs primaires
Aristote distingue dans les saveurs le doux, l’amer, l’onctueux, le salé, l’aigre, l’âpre, l’astringent et l’acide. En 1751, Linné discerne 10 qualités gustatives, l'humide, le sec, l'acide, l'amer, le gras, l'astringent, le sucré, l'aigre, le muqueux et le salé. Ce n'est qu’en 1824 que le chimiste français Michel-Eugène Chevreul fait la distinction entre les sensibilités tactiles, olfactives et gustatives, la conception populaire continuant encore aujourd'hui à faire la confusion entre ces différentes perceptions.
En 1864, le physiologiste Adolf Fick fixe le postulat selon lequel l’ensemble des perceptions gustatives est une combinaison additive de quatre saveurs primaires ou fondamentales qui seraient liées à quatre types de récepteurs sensoriels et quatre localisations sur la langue, ce qui permet au chimiste Georg Cohn en 1914 de classer quatre mille corps purs en « quatre goûts élémentaires ».
Par la suite, une cinquième saveur primaire a été identifiée : l'umami (« savoureux »), en 1908, par le scientifique japonais Kikunae Ikeda.
Les cinq saveurs primaires seraient donc les suivantes :
- sucré comme le saccharose (sucre) ;
- salé comme le chlorure de sodium (sel de table) ;
- amer comme la quinine ;
- acide comme l'acide citrique (contenu dans le citron) ;
- umami comme les glutamates.

Un sixième type de saveur primaire existerait pour les acides gras, appelé « oleogustus »,,,.
En Asie, la pseudo-chaleur est parfois proposée comme étant la sixième saveur primaire.
La neurobiologiste française Annick Faurion montre grâce à des expériences d'électrophysiologie dans les années 1980 que chaque molécule sapide possède une saveur particulière reconnue spécifiquement par le cerveau, tel l'acide glycyrrhizique qui donne le goût de la réglisse. Il n'y a donc pas cinq saveurs fondamentales mais tout un continuum gustatif. Cependant, faute d'un vocabulaire commun pour exprimer toutes les sensations perçues par chaque individu, les sociétés ont utilisé et utilisent encore un nombre limité de descripteurs de perceptions.
Une autre saveur a été identifiée chez la souris mais pas encore chez l’homme : celle du calcium, comme dans le chou et le pavot.
Enfin, d'autres perceptions en bouche complètent celles des récepteurs de saveur.

### Carte de la langue: un mythe
La schématisation à l'extrême voulant que les goûts soient perçus à des endroits précis de la langue proviendrait d'une traduction en 1942 des travaux d'un physiologiste allemand David P. Hänig (1901) par le psychologue américain Edwin G. Boring. Ce mythe a été corrigé depuis à plusieurs reprises, par Virginia Collins en 1974 et surtout par les travaux de Linda Bartoshuk en 1993. Mais cette erreur continue à être enseignée dans les cours d’œnologie en français.

### Perception globale
Certaines théories font appel à une conception moins segmentée et plus synthétique, basée sur une perception globale. Ainsi dès 1940, Carl Pfaffmann a remis en cause cette classification traditionnelle, mais il a fallu attendre 1980 pour que l'on démontre définitivement que les molécules sapides sont toutes reconnues de manière spécifique par le cerveau.
Selon Hänig (1901), les goûts primaires sont perçus par toutes les papilles, quelle que soit leur localisation, mais certaines parties de la langue peuvent percevoir certaines saveurs légèrement avant d’autres. Des études récentes de Monell Chemical Senses Center ont développé cette hypothèse par application d'une goutte de substance salée ou sucrée au même endroit, le témoin parvenait à reconnaître la saveur, la cartographie des saveurs sur la langue serait alors fausse. La classification des goûts en cinq goûts primaires est réductrice. Il y a d’autres saveurs qui n’entrent pas dans cette classification :
- saveur astringente (airelles, thé, tanins) ;
- saveur piquante (piment, gingembre) ;
- saveurs métalliques (Sulfate ferreux hydrate) ;
- saveur grasse ;
- saveur de l’amidon.

En outre, les réponses gustatives varient selon les individus. Ainsi, par exemple, le goût du phénylthiocarbamide (saveur amère) n’est pas perçu par environ 35 % de la population. Les molécules sapides ne génèrent une sensation qu'au-delà d'une certaine concentration, on parle de seuil de détection.
- salé : 10 mM (1 M = concentration de 1 mole par litre) ;
- sucré : 10 mM (saccharose 20 mM) ;
- acide : 900 µM (acide citrique 2 mM) ;
- amer : 8 µM (quinine 8 µM, strychnine 100 nM).

Les saveurs amères sont celles qui ont le seuil de détection le plus bas (ce qui procure un avantage adaptatif potentiel si l'on considère que la plupart des poisons végétaux sont amers).

### Notions apparentées
La sapidité ne constitue qu'une partie de l'ensemble des informations sensorielles perçues lors de la mise en bouche d'un aliment. Outre la texture et la température des aliments, entrent également en ligne de compte :
- flaveurs : l'olfaction rétro-nasale c'est-à-dire l'excitation des récepteurs olfactifs du nez par des molécules dégagées lors de la dégustation, ou simplement lors de la déglutition. Le sens de l'odorat entre ainsi en jeu dans la détermination des saveurs : un nez « bouché », dû à un rhume par exemple, réduit considérablement la faculté de goûter, car cela empêche la circulation rétro-nasale et donc l'identification des caractéristiques aromatiques.
- pseudo-chaleur :
  - piquant : activation de récepteurs de la douleur par certaines molécules comme la capsaïcine (récepteur TRPV1) du piment ou la pipérine du poivre. Cette sensation est connue aussi sous le terme de sensation de pseudo-chaleur.
  - fraîcheur : activation des récepteurs du froid de la cavité buccale par liaison de molécules de menthol avec les canaux ioniques de type TRP (TRPM8) également activés par le froid indolore (températures comprises entre +5 et +30 °C). Cette sensation est connue aussi sous le terme de sensation de pseudo-chaleur. Cet effet peut aussi être provoqué par diverses substances synthétiques[25]. Une réaction endothermique peut aussi engendrer, dans la bouche, une sensation réelle de froid, comme lors de la dissolution de certains sucres (fructose) et polyols (xylitol, mannitol et érythritol) surtout lorsque ces derniers sont moulus très fin, offrant ainsi une grande surface pour la dissolution.
- astringence : activation des récepteurs tactiles par une action de resserrement des tissus sous l'action de certaines substances comme les tanins du vin.

## Culture du goût

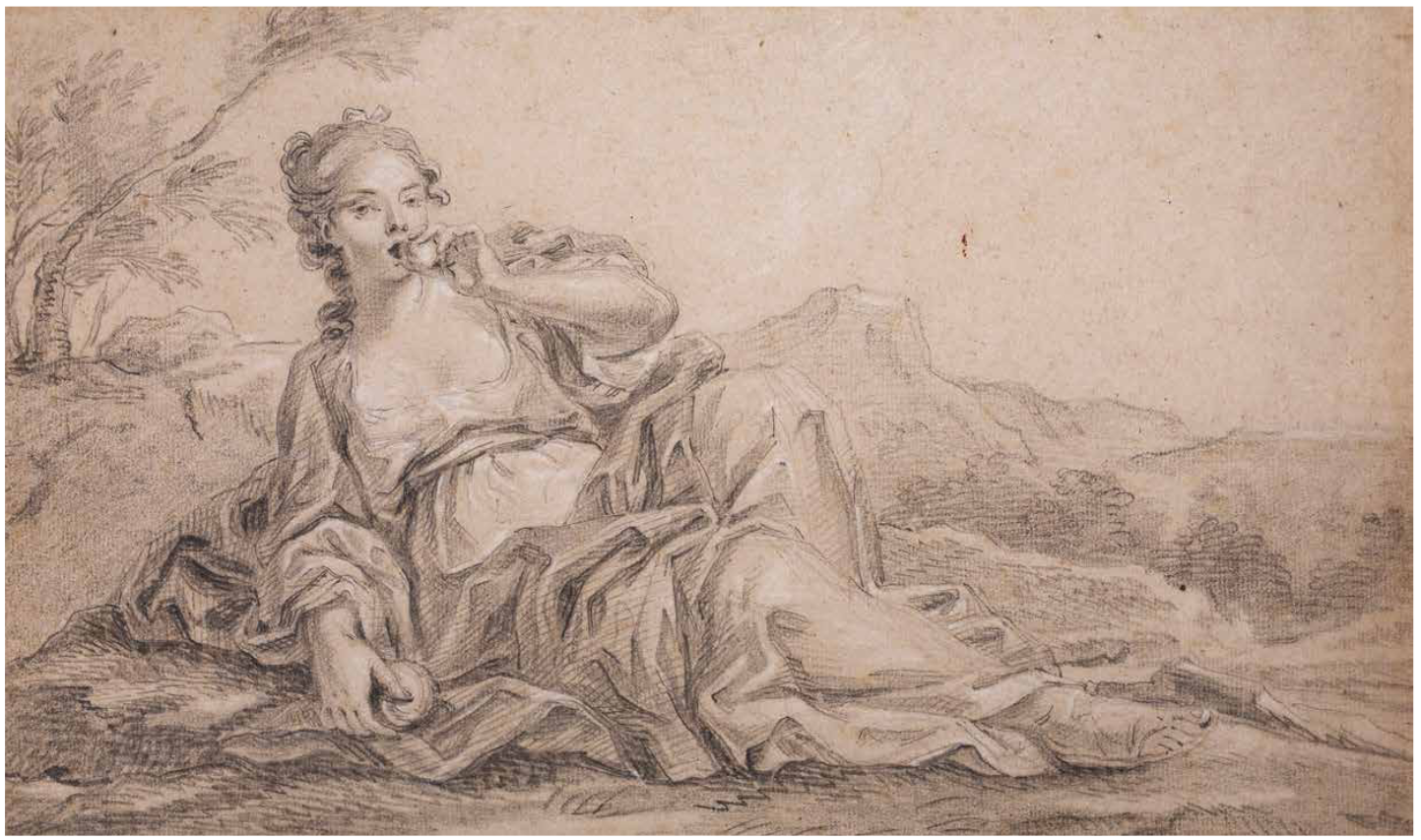
Joseph François Parrocel, Allégorie du goût.

Le goût est très culturel, il est très dépendant des habitudes alimentaires : un enfant, par exemple, qui a été habitué à manger sucré, et à grignoter dès son plus jeune âge, aura énormément de mal à changer d'habitudes : tout ce qui est un peu amer par exemple fera l'objet d'un rejet. Cela serait un réflexe atavique ayant protégé l’espèce humaine du poison, celui-ci ayant un goût amer[réf. nécessaire].
D'autant que tout ceci commence dès la gestation : le fœtus/enfant est habitué à recevoir des molécules liées aux aliments consommés par sa mère,.